# Forchia
Forchia község (comune) Olaszország Campania régiójában, Benevento megyében.

## Fekvése
A megye délnyugati részén fekszik, 35 km-re északkeletre Nápolytól, 25 km-re délnyugatra a megyeszékhelytől. Határai: Airola, Arienzo, Arpaia, Moiano és Roccarainola.

## Története
A település első említése a 8. századból származik, amikor Arpaia része volt. A hagyományok szerint a település határában csaptak össze i. e. 321-ben a szamniszok és a rómaiak a második szamnisz háborúban. A következő századokban nemesi birtok volt. A 19. században nyerte el önállóságát, amikor a Nápolyi Királyságban felszámolták a feudalizmust. 1861-og a Terra di Lavoro része volt, ezt követően került a megyéhez.

## Népessége
A népesség számának alakulása:

## Főbb látnivalói
- Palazzo d’Ambrosio
- Sant’Alfonso de’ Liguori-templom
- San Nicola-templom